# Khổng Vĩ
Khổng Vĩ (giản thể: 孔纬; phồn thể: 孔緯; bính âm: Kǒng Wěi, ? - 1 tháng 10 năm 895), tên tự Hóa Văn (化文), là một quan lại triều Đường, từng giữ chức Tể tướng (Đồng bình chương sự) dưới Triều đại của Đường Hy Tông và Đường Chiêu Tông.

## Thân thế
Gia tộc Khổng Vĩ xưng là hậu duệ của triết gia Khổng Tử thời Xuân Thu. Tằng tổ thúc của ông là Khổng Sào Phủ (孔巢父)- một quan lại trứ danh dưới Triều đại của Đường Đức Tông, từng giữ đến chức Gián nghị đại phu. Tằng tổ phụ Khổng Sầm Phủ (孔岑父) của ông từng giữ đến chức Tác phẩm tá lang trong Bí thư tỉnh; tổ phụ Khổng Khôi (孔戣) của ông từng giữ đến chức Lễ bộ thượng thư. Phụ thân Khổng Ôn Nhụ (孔溫孺) từng giữ chức Hoa Âm huyện thừa. Khổng Vĩ có ít nhất hai đệ là Khổng Giáng (孔絳) và Khổng Giam (孔緘).
Do Khổng Ôn Nhụ mất sớm, Khổng Vĩ được các thúc bá là Khổng Ôn Dụ (孔溫裕) và Khổng Ôn Nghiệp (孔溫業) nuôi. Do cả Khổng Ôn Dụ và Khổng Ôn Nghiệp đều làm quan ở phương trấn, Khổng Vĩ theo họ đến nơi đảm nhiệm chức vụ. Do những mối quan hệ mà Khổng Ôn Dụ và Khổng Ôn Nghiệp tạo dựng được, Khổng Vĩ từ sớm đã có tiếng trong triều đình.

## Sự nghiệp ban đầu
Khổng Vĩ thi đỗ Tiến sĩ vào năm 859, dưới Triều đại của Đường Tuyên Tông, sau đó giữ chức Hiệu thư lang tại Bí thư tỉnh. Khi cựu Tể tướng Thôi Dận Do đi nhậm chức Đông Xuyên tiết độ sứ, ông ta đã mời Khổng Vĩ đi phụng sự cho mình. Sau đó, Khổng Vĩ lại phụng sự cho một cựu tể tướng khác là Thôi Huyễn khi người này đảm nhiệm chức vụ Hoài Nam tiết độ sứ. Tiếp đó, ông lại phụng sự cho Thôi Dận Do tại Hoa châu và sau đó là Hà Trung.
Theo tiến cử của tể tướng Dương Thu, Khổng Vĩ được nhậm chức Trường An úy, trực Hoằng Văn quán (弘文館). Sau đó, Ngự sử trung thừa Vương Đạc tiến cử Khổng Vĩ giữ chức Giám sát ngự sử, sau đó Khổng Vĩ được bổ nhiệm là Lễ bộ viên ngoại lang. Tể tướng Từ Thương sau đó tiến cử ông giữ chức Khảo công viên ngoại lang, kiêm Tập hiền trực học sĩ.
Khổng Vĩ sau đó phải từ bỏ việc làm quan trong triều để chịu tang mẫu thân, sau đó ông nhập triều giữ chức Hữu tư viên ngoại lang. Do tể tướng Triệu Ẩn ấn tượng với tài văn của ông, tể tướng đã tiến cử ông giữ chức Hàn lâm học sĩ, Khảo công lang trung, Tri chế cáo. Sau đó, ông được nhậm chức Trung thư xá nhân, Hộ bộ thị lang. Đến giữa những năm Càn Phù (874-879) thời Đường Hy Tông, ông bị bãi chức học sĩ, xuất làm Ngự sử trung thừa. Theo ghi chép thì Khổng Vũ có tính phương nhã và ghét sự gian ác, đến khi giữ chức Hộ bộ thị lang, và sau là Binh bộ thị lang, Lại bộ thị lang, ông đều từ chối các yêu cầu đặc biệt của những cá nhân có quyền thế. Điều này khiến những người yêu cầu ông tức giận, vì thế ông bị chuyển sang giữ chức Thái thường khanh.
Vào cuối năm 880, quân nổi dậy Hoàng Sào công chiếm kinh sư Trường An, Đường Hy Tông phải chạy đến Thành Đô. Khổng Vĩ tháp tùng Hoàng đế nhập Thục, và được bổ nhiệm là Hình bộ thượng thư và phán Hộ bộ sự. Tuy nhiên, do tể tướng Tiêu Cấu không ưa Khổng Vĩ (từng là đồng sự khi cả hai còn là học sĩ), ông ta cáo buộc Khổng Vĩ quản lý yếu kém, vì thế Khổng Vĩ bị giáng làm Thái tử thái bảo (mặc dù khi đó chưa lập thái tử). Năm 885, sau khi Hoàng Sào bị đánh bại, Khổng Vĩ theo Đường Hy Tông trở về Trường An.
Cũng vào năm đó, Tả Thần Sách truy úy Điền Lệnh Tư xảy ra tranh chấp với Hà Trung tiết độ sứ Vương Trọng Vinh, Vương Trọng Vinh và đồng minh là Hà Đông tiết độ sứ Lý Khắc Dụng sau đó đánh bại liên quân của Điền Lệnh Tư và đồng minh, tiến về Trường An. Khổng Vĩ và Đỗ Nhượng Năng là một trong số ít các quan lại có thể tháp tùng Đường Hy Tông đến Hưng Nguyên. Đường Hy Tông sau đó bổ nhiệm Khổng Vĩ giữ chức Ngự sử đại phu và lệnh cho ông quay trở lại Trường An và Phượng Tường để truyền lệnh cho các triều sĩ đến đảm nhiệm chức vụ tại Hưng Nguyên. Tuy nhiên, khi Khổng Vĩ đến Phượng Tường, các triều sĩ, bao gồm các tể tướng Tiêu Cấu và Bùi Triệt lại từ chối gặp Khổng Vĩ, lý do là vì họ phẫn nộ trước việc Điền Lệnh Tư khống chế hoàn toàn Hoàng đế; thậm chí các thuộc cấp của Khổng Vĩ cũng lấy cớ để từ chối đi theo ông. Khổng Vĩ tức giận và nói: "Thê của ta bệnh sắp chết mà ta còn không săn sóc, nếu chư quân lấy chuyện của mình để toan tính, thì xin cáo từ!". Sau đó, Khổng Vĩ gặp một đồng minh của Điền Lệnh Tư là Phượng Tường tiết độ sứ Lý Xương Phù, ông yêu cầu Lý Xương Phù hộ tống, Lý Xương Phù ấn tượng với ông và cho lính hộ tống ông đến Hưng Nguyên.

## Làm tể tướng lần thứ nhất
Sau khi Khổng Vĩ đến Hưng Nguyên, Đường Hy Tông bổ nhiệm cả ông và Đỗ Nhượng Năng là Binh bộ thị lang, Đồng bình chương sự. Sau khi Đường Hy Tông có thể trở về Trường An, Khổng Vĩ được ban thêm chức vụ Tả bộc xạ, ban cho danh Trì nguy khải vận bảo nghệ công thần, thực ấp 4.000 hộ, ban cho "thiết khoán" tha 10 tử tội.
Thời Đường Chiêu Tông, Khổng Vĩ tiếp tục giữ chức Đồng bình chương sự và được phong tước "Lỗ quốc công". Khoảng tết năm 889, khi Đường Chiêu Tông lập lễ tế giao, các hoạn quan có nhiều quyền lực cũng muốn dự lễ. Khổng Vĩ phản đối, nói rằng việc này trái với truyền thống. Tuy nhiên, Đường Chiêu Tông vẫn cho phép các hoạn quan làm vậy, song phải mặc triều phục của các quan lại.
Khổng Vĩ và đồng cấp là Trương Tuấn liên tục kiến nghị Đường Chiêu Tông hãy cố gắng giảm bớt ảnh hưởng của Dương Phục Cung, Hoàng đế tiếp thu. Khổng Vĩ còn công khai buộc tộc Dương Phục Cung âm mưu làm phản, dựa trên việc người này và các dưỡng từ tập hợp một lượng lớn binh sĩ, cũng như duy trì một đội tư binh. Khổng Vĩ cũng cố gắng chống lại ảnh hưởng của Tuyên Vũ tiết độ sứ Chu Toàn Trung, và khi Chu Toàn Trung thỉnh cầu giao cho ông ta chức Diêm-thiết chuyển vận sứ, Khổng Vĩ đã phản đối, nói với sứ giả của Chu Toàn Trung: "[Nếu] Chu công cần chức này, không hưng binh thì không được", Chu Toàn Trung bèn thôi.
Năm 890, do bực tức trước việc Lý Khắc Dụng lấn chiếm lãnh thổ, Chu Toàn Trung, Vận châu phòng ngự sứ Hách Liên Đạc và Lô Long Lý Khuông Uy đều dâng biểu xin triều đình thảo phạt Lý Khắc Dụng. Khi Đường Chiêu Tông hỏi ý kiến của các triều sĩ, hầu hết họ đều phản đối, trong đó có các Đồng bình chương sự' Đỗ Nhượng Năng và Lưu Sùng Vọng. Tuy nhiên, Khổng Vĩ và Trương Tuấn lại cho rằng đây là thời điểm để khẳng định quyền lực của Hoàng đế với các quân phiệt và dùng nó để chế ngự các hoạn quan; vì thế họ nhất quyết ủng hộ thảo phạt Lý Khắc Dụng. Đường Chiêu Tông cuối cùng chấp thuận, cho Trương Tuấn dẫn quân tiến công, tuy nhiên quan quân đã bị Lý Khắc Dụng đè bẹp, Trương Tuấn phải chạy về Trường An. Để xoa dịu Lý Khắc Dụng, vào mùa xuân năm 891, Đường Chiêu Tông đã bãi chức tể tướng của Khổng Vĩ và Trương Tuấn, cho Khổng Vĩ đi nhậm chức Kinh Nam tiết độ sứ.

## Giữa hai lần làm tể tướng
Khi Khổng Vĩ rời khỏi Trường An tiến về Kinh Nam, Dương Phục Cung bực tức với Khổng Vĩ nên đã sai binh lính giả làm đạo tặc chặn Khổng Vĩ ở ngay ngoài kinh sư, gây thiệt hại cho đoàn hộ tống của Khổng Vĩ và cướp vật phẩm của ông, Khổng Vĩ chỉ có thể thoát thân. Trong khi đó, do Lý Khắc Dụng vẫn chưa hài lòng, Đường Chiêu Tông quyết định đày ải Khổng Vĩ và Trương Tuấn, Khổng Vĩ được bổ nhiệm làm Quân châu thứ sử.
Trương Tuấn chạy trốn đến chỗ Trấn Quốc tiết độ sứ Hàn Kiến, viết thư cho Chu Toàn Trung xin người này can thiệp. Chu Toàn Trung dâng biểu nói giúp cho Trương Tuấn và Khổng Vĩ, Đường Chiêu Tông chấp thuận và hủy lệnh đày ải Trương Tuấn và Khổng Vĩ, Khổng Vĩ đến ở tại Trấn Quốc.

## Làm tể tướng lần thứ hai
Năm 895, sau khi Lý Hề và Vi Chiêu Độ bị liên quân Lý Mậu Trinh-Vương Hành Du-Hàn Kiến giết, Đường Chiêu Tông muốn tìm các Đồng bình chương sự có thể đứng lên trước các quân phiệt, do đó đã triệu Trương Tuấn và Khổng Vĩ đến Trường An, dự định lại để họ làm tể tướng. Khi đó, Khổng Vĩ bị ốm, song vẫn cố gắng đến Trường An, đích thân gặp Đường Chiêu Tông để từ chối, song Đường Chiêu Tông vẫn quyết định để ông làm tể tướng.
Trước hành động của Lý-Vương-Mậu, Lý Khắc Dụng tiến quân về Trường An, Đường Chiêu Tông sợ bị liên quân bắt nên chạy trốn đến Tần Lĩnh. Tuy nhiên, khi đoàn triều đình đến Sa Thành, Khổng Vĩ lâm bệnh nặng nên quay trở về Trường An. Ông qua đời ngay sau đó, được truy tặng là Thái úy.